# Marilyn Agliotti
Marilyn Agliotti, född 23 juni 1979 i Boksburg, Sydafrika, är en sydafrikansk och därefter nederländsk landhockeyspelare, som tidigare representerade Sydafrika. Hon har vunnit ett EM-guld, ett EM-silver och ett OS-guld med det nederländska landslaget. Hon är gift med en annan kvinna, och sade i en intervju med en nederländsk tidning att landhockeygemenskapen borde vara öppnare med homosexualitet.